# パチスロディスクアップ
パチスロディスクアップは2018年6月、銀座が製造、サミーが販売した、ディスクアップシリーズのパチスロ機。5.9号機。
保通協における型式名は「ディスクアップ／ZS」。

## 概要
前作となるディスクアップオルタナティブから約11年ぶりに新作として登場した。
初代ディスクアップのゲーム性を5.9号機の規定で出来る限り継承しつつ、新たな演出や新規リーチ目を豊富に搭載している。
技術介入によるゲーム性の高さに加え、低設定域での甘さが話題となり、オールドユーザーだけでなく、様々なユーザー・媒体から注目を集めた。
販売当初は販売予定台数が約2,000台と少なく、導入店舗も限られていたが、後に導入・増台する店舗が次々と増え、メイン機種として扱う店舗も現れた。
発売から1年後の2019年には、パネル違いの筐体もリリースされて全5種類となり、販売予定台数を大幅に上回る30,000台オーバーの大ヒット作となった。
2022年1月よりサミークラシックブランドとして、後継機である6号機、Sパチスロディスクアップ2の稼働が開始した。

### ディスクアップ2
2022年1月発売。6.2号機A+AT機。シリーズ初のマイスロ対応機種(クイックマイスロのみ)。2022年1月の5号機完全撤去に伴い、開発・発売された機種である。同社『SアラジンA クラシック』との抱き合わせ販売にて登場。
2000年に発売されたディスクアップの正統後継機にあたるナンバリングタイトルであるが、ゲームシステムやデザイン等の踏襲から、前作パチスロディスクアップの後継機にあたるナンバリングタイトルとして解釈することもできる。
A+AT機になったことで、ゲームシステム自体は前作を踏襲しているが、新たに新キャラ(ミア、DAN-D)追加、新演出追加(モンタージュルーレット等)、レギュラーボーナス経由でのDT反転、異色BBの仕様変更(DT付きは青ドットDT獲得)、継続率の高い青ドットDT追加、プラクティスモード初搭載等の機能追加がされている。また、DTとDJ ZONEが前作のARTからATに変更されたことで、稀に獲得した出玉が減算する現象が発生するようになった。
前作の大ヒットを受けて、本作は多くのユーザーからの大きな期待を背負って登場したが、同じ年に登場した射幸性の高い6.5号機やスマスロの台頭により、多くのユーザーはそちらの方へ流れていくこととなる。
しかしながら、本シリーズのゲームシステムを評価している熱心的なユーザー達がディスクアップ2を打ち続けてきたことで、人気が定着したことに加えて、スマスロの行き過ぎた高射幸性に耐えきれなくなった難民ユーザー達の受け皿としてノーマル機が選ばれることをホール店舗側が断固拒否したことにより、2024年頃から程々の射幸性である本機を遊ぶ出戻りユーザーが増加。
以前は閑古鳥だったディスクアップ2は、人気再燃によって3年間の検定期間が終了した後も3年間の認定期間を取得しており、完全撤去が相次ぐ6.2号機の中では現在でも設置している店舗は少なくなく、未だに根強い人気を誇っている。

## ボーナスとART抽選
本機には2種類のビッグボーナス（赤7、青7、黒の同色BIGボーナス＆青7・赤7・青7揃いの異色BIGボーナス）と赤7・赤7・黒のレギュラーボーナスがあり、いずれも一度だけ枚数調整を行うことで、最大獲得枚数を得ることが可能である。ただし、レギュラーボーナスは5.9号機の規則上、小役を取りこぼす箇所が存在するため、左リールは青7を避けるのが推奨される。

### 同色BIGボーナス
最大純増は251枚。同色ビッグボーナス中は予告音発生時、中リールに特定箇所（リプレイ・星・星）を目押しすることで後述のART（DJ ZONE）のゲーム数（3～50ゲーム）を獲得することができる。目押しに失敗しても、左リール上段か下段にボーナス図柄が停止し、BONUS図柄・星・星と揃えばゲーム数が獲得できる（約3分の1）。
ART中に同色BIGに当選した場合はHYPERBIG（ハイパービッグ）となり、目押しをしなくてもART（DJZONE）のゲーム数が獲得できる。
ボーナス終了後は後述のART（ダンスタイム）の抽選を行う（約2分の1）。ルーレット演出で「DANCE TIME」ロゴが停止すればダンスタイム当選、「♪」が停止した場合はダンスタイム非当選となる。

### 異色BIGボーナス
最大純増は251枚。異色ビッグボーナス中は予告音が発生せず、ART（ダンスタイム）の抽選のみを行う。通常時に当選した場合、液晶上に「feat.DT」の告知が行われれば設定差のない単独成立だったことが確定し、40ゲーム以上のART当選となる。逆に「feat.DT」の告知が行われなかった場合は設定差のある一枚役重複成立で、ARTは当選せず有利区間にも入らない。従って低設定のほうがART当選率が高く、高設定ほどART当選率が低いという特徴がある。

### レギュラーボーナス
レギュラーボーナスは通常時に当選した場合は、当選契機に関わらずART抽選はなく、有利区間にも入らない。但し、ART中に当選した場合は、ボーナス終了後に後述のダンスタイムに突入する。

### ART「ダンスタイム」
同色・異色BIGボーナス時にART抽選に当選した場合および、ART中ボーナスに当選した場合に突入し、
9枚役および押し順リプレイがナビされ、1Gあたり0.5枚のコイン増が見込める。押し順リプレイの順番を間違うとRTがパンクしてしまうので注意（9枚役のナビは継続）。
5.9号機の仕様のため、最大でも有利区間1500G完走で終了する。
液晶上に登場したキャラクターによって保障ゲーム数が異なる。（アフロレディ：20G、リーゼントマン：40G、シンディ：60G、反転キャラ：100G、エイリやん：有利区間完走確定）
ダンスタイムの継続ゲーム数は、通常時の異色ビッグボーナスからの突入が最も優遇されており、次いで通常時の同色ビッグボーナス、ART中のビッグボーナス（同色・異色不問）、ART中のレギュラーボーナスの順となる。
保障ゲームの約5ゲーム前からDANGER演出が発生し、爆弾が爆発すればARTが継続する。不発となった場合はダンスタイムは終了となるが、ART「DJ ZONE」のゲーム数があればそちらに移行する。
ART「DJ ZONE」より優先的に消化される。

### ART「DJ ZONE」
同色BIGボーナス中に獲得したARTゲーム数があり、ART「ダンスタイム」が終了後に突入する。
ART仕様は「ダンスタイム」と共通である。
液晶下の残りゲーム数が無くなるか、上記の「ダンスタイム」と「DJ ZONE」及びボーナスゲームの累計ゲーム数が1500G経過､もしくは有利区間で通算3000枚以上の獲得で終了する。

## スペック
・同色BB（Max251枚）・異色BB（Max251枚）・REG（Max103枚）
| 設定 | BB確率  | REG確率 | ボーナス合算 | 機械割         |
| ---- | ------- | ------- | ------------ | -------------- |
| 1    | 1/288.7 | 1/496.5 | 1/182.6      | 98.9%～103.0%  |
| 2    | 1/287.4 | 1/458.3 | 1/176.6      | 100.3%～104.3% |
| 5    | 1/281.3 | 1/442.8 | 1/172.0      | 103.3%～107.2% |
| 6    | 1/273.1 | 1/422.8 | 1/165.9      | 107.2%～110.0% |

## ゲーム機
オンラインゲームサイト『777town.net』にてプレイが可能である。
携帯サイト『サミー777タウン』にてプレイが可能である。